# Bakskuld
Bakskuld er en saltet, tørret og røget fladfisk. Den moderne version er koldrøget og dermed mere vandholdig end den traditionelle version, der er en meget tør og langtidsholdbar fisk. 
Den traditionelle tilberedning af den gammeldags version er at pakke fisken ind i en våd avis og lægge den i kakkelovnens gløder. Når avisen er væk, er fisken klar. Moderne bakskuld pandesteges i smør.
Det er især ising, der benyttes, men rødspætte og skrubbe kan også benyttes. Bakskuld er især knyttet til Fanø, Esbjerg og Blåvand og er en egnsret. Den spises på groft rugbrød med fedt, og kaffepunch bør drikkes til. Ising kendes på vestkysten også som dabs, samme ord som benyttes om arten i England.
 Der er for få eller ingen kildehenvisninger i denne artikel, hvilket er et problem. Du kan hjælpe ved at angive troværdige kilder til de påstande, som fremføres i artiklen.

| Mad og drikke | Spire Denne artikel om mad og drikke er en spire som bør udbygges. Du er velkommen til at hjælpe Wikipedia ved at udvide den. |